# Foxes (chanteuse)
Cet article concerne la chanteuse. Pour le film d'Adrian Lyne, voir Ça plane les filles.
Louisa Rose Allen, plus connue sous son nom de scène Foxes, est une chanteuse britannique née le 29 avril 1989 à Southampton (Angleterre).

## Biographie
Louisa Rose Allen naît le 29 avril 1989 à Southampton en Angleterre. Elle s'intéresse à la musique dès son enfance, écrivant sa première chanson à l'âge de 13 ans. À 18 ans, elle décide de se consacrer à sa passion et choisit comme nom de scène Foxes.
En 2013, elle connaît son premier succès en interprétant Clarity pour le disc-jockey allemand Zedd. Leur collaboration rencontre un large public et parvient à se hisser jusqu'à la huitième position du Billboard Hot 100. Le 26 janvier 2014, le single est élu meilleur enregistrement dance de l'année lors de la 56e cérémonie des Grammy Awards. 
Foxes prépare ensuite son premier album, Glorious, qui sortira le 12 mai 2014.
En mai 2014, Foxes apparaît dans un épisode de la série britannique Doctor Who, La Momie de l'Orient-Express, où elle chante une reprise jazzy de la chanson de Queen, Don't Stop Me Now.
En juin 2015, elle est choisie pour représenter la marque H&M en devenant l'égérie de la collection d'été Divided.
En parallèle, Foxes dévoile Body Talk, le premier single de son nouvel album qu'elle compte sortir durant l'année.

## Carrière

### 2012–Aujourd'hui: Découverte etGlorious
Foxes obtient son 1er succès en collaborant avec Zedd sur la chanson Clarity. Elle a également sorti un single et un EP nommé Warrior. Deux chansons de son single Youth ont été diffusés dans Gossip Girl,. Elle a également collaboré avec Fall Out Boy pour le titre Just One Yesterday, elle apparait également dans le clip. 
En mai 2014 Foxes sort son 1er album . Elle a affirmé que l'album serait assez sombre mais également pop. Le 31 octobre 2013, Foxes a révélé le nom de son 1er album qui sera Glorious. Le 4 novembre 2013, Elle a dévoilé la pochette de l'album et sa playlist à travers Instagram. Glorious comportera 11 chansons dans la version standard et 16 dans la version deluxe. L'album est prévu pour le 12 mai 2014.
Elle dévoile son single Let Go for Tonight début 2014,dès sa sortie en Angleterre, le single atteint la 7e position du classement anglais des singles les plus vendus le 8 mars 2014.
Le 17 mars 2014, Foxes annonce via son compte Instagram que son prochain single sera Holding Onto Heaven.
Le 11 février 2022, Foxes dévoile son album The Kick qui a été exclusivement écrit durant le confinement lié à la pandémie de Covid-19 en 2020.

## Discographie

### Singles

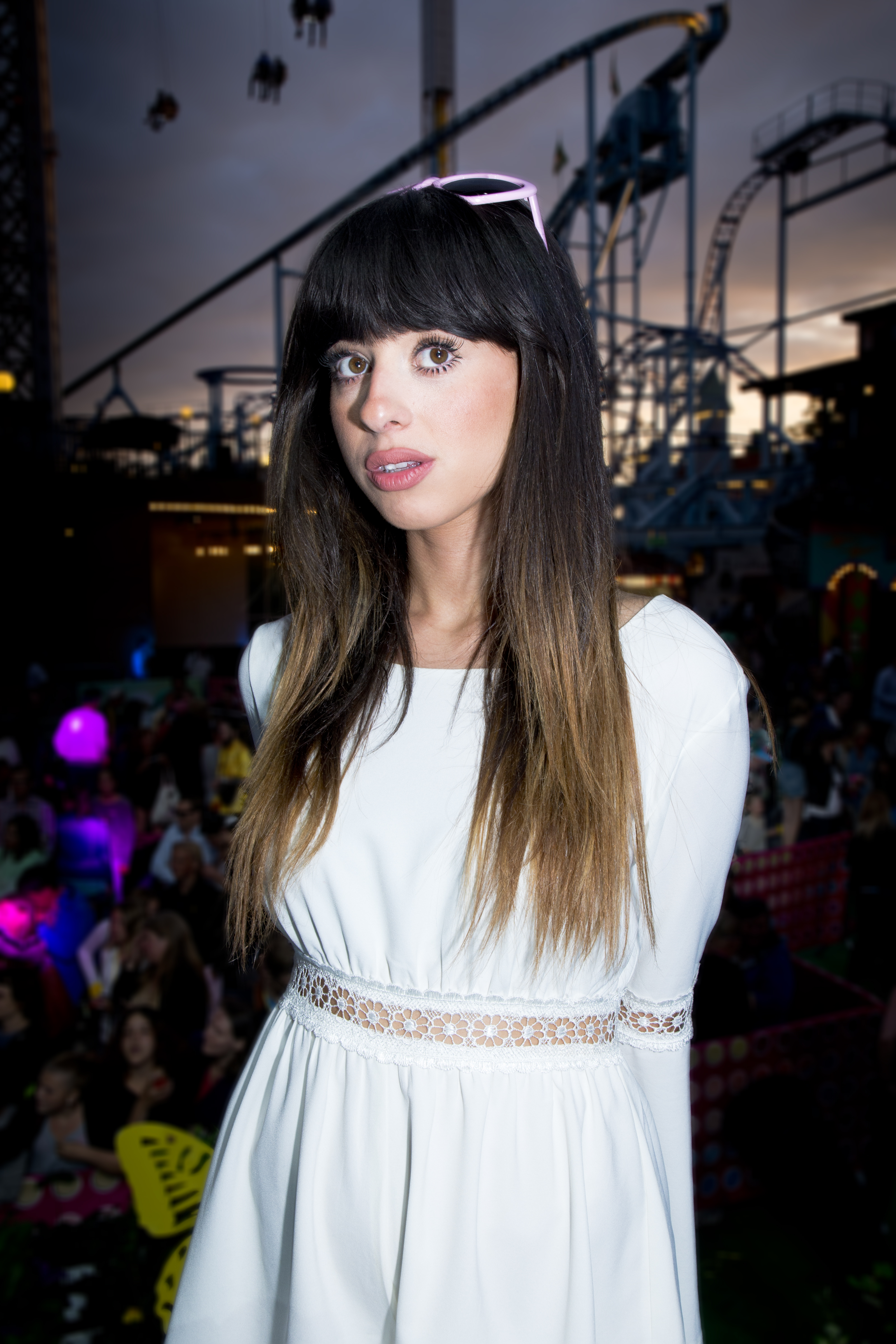
Foxes photographiée en 2014 par Daniel Åhs Karlsson.

| Année | Nom                          | Date de sortie   | Label              |
| ----- | ---------------------------- | ---------------- | ------------------ |
| 2013  | Clarity (avec Zedd)          | 1er février 2013 | Interscope Records |
| 2013  | Right Here (avec Rudimental) | 12 août 2013     | Asylum Records     |
| 2013  | Youth                        | 6 septembre 2013 | Sign of the Times  |
| 2014  | Let Go for Tonight           | 23 février 2014  | Sign of the Times  |
| 2014  | Holding Onto Heaven          | 18 avril 2014    | Sign of the Times  |
| 2014  | Glorious                     | 10 août 2014     | Sign of the Times  |
| 2016  | Body Talk                    | 24 juillet 2015  | Sign of the Times  |
| 2016  | Better Love                  | 4 septembre 2015 | Sign of the Times  |
| 2016  | Amazing                      | 4 décembre 2015  | Sign of the Times  |
| 2016  | Cruel                        | 19 avril 2016    | Sign of the Times  |

### Albums
| Année | Nom        | Date de sortie  | Label                                       |
| ----- | ---------- | --------------- | ------------------------------------------- |
| 2014  | Glorious   | 12 mai 2014     | Sony Music Entertainment, Sign of the Times |
| 2016  | All I Need | 5 février 2016  | Sony Music Entertainment, Sign of the Times |
| 2022  | The Kick   | 11 février 2022 | PIAS Group                                  |

## Filmographie

### Télévision
| Année | Titre      | Rôle      | Notes                                                                         |
| ----- | ---------- | --------- | ----------------------------------------------------------------------------- |
| 2014  | Doctor Who | chanteuse | "La Momie de l'Orient-Express" chantant la chanson Don't Stop Me Now de Queen |

## Récompenses et nominations
| Année | Cérémonieie                    | Catégorie                                                             | Résultat   |
| ----- | ------------------------------ | --------------------------------------------------------------------- | ---------- |
| 2013  | MTV Video Music Awards 2013    | Artiste à voir– "Clarity" (avec Zedd)                                 | Nomination |
| 2014  | Grammy Awards (2014)           | Grammy Award du meilleur enregistrement dance – "Clarity" (avec Zedd) | Lauréat    |
| 2014  | Billboard Music Awards 2014    | Top Dance/Electronic chanson– "Clarity" (avec Zedd)                   | Nomination |
| 2014  | 2014 Radio Disney Music Awards | meilleure collaboration– "Clarity" (avec Zedd)                        | Nomination |
| 2014  | Glamour Awards                 | NEXT Breakthrough – elle-même                                         | Nomination |